# Левитт, Элен
Элен Левитт (англ. Helen Levitt; 31 августа 1913 года, Бруклин, Нью-Йорк — 29 марта 2009 года, Манхэттен, Нью-Йорк) — американский фотограф, кинооператор, сценаристка. Она внесла значительный вклад в развитие «уличной фотографии» Нью-Йорка, её называли «наиболее прославленным и наименее известным фотографом своего времени».

## Биография
Левитт выросла в Бруклине. Бросив школу, она самостоятельно училась фотографии, параллельно работая коммерческим фотографом. Посещая некоторые классы искусства, она заинтересовалась меловыми рисунками на стенах Нью-Йорка, которые были частью детской культуры тогдашнего города. Она приобрела фотокамеру Leica и начала снимать эти рисунки, равно как и детей, которые их рисовали. Полученные снимки были опубликованы в 1987 году под общим названием «На улице: рисунки и сообщения мелом, Нью-Йорк 1938—1948» (The Street: chalk drawings and messages, New York City 1938—1948).
Она сотрудничала с Уолкером Эвансом в 1938—1939 годах. Довольно рано получила признание. В июле 1939 новая секция фотографии в нью-йоркском Музее современного искусства включала работы Левитт. В 1943 году там прошла её первая соло-выставка «Helen Levitt: Photographs of Children» под руководством фотокритика Нэнси Ньюхолл. Её следующая большая выставка состоялась в 1960-х; Аманда Хопкинсон предполагает, что вторая волна признания её творчества была связана с феминистическим открытием женских творческих достижений.
В поздних 1940-х Левитт создала два документальных фильма с Дженис Леб и Джеймсом Аджи: In the Street (1948) и The Quiet One (1948). Левитт вместе с Леб и Сидни Майерс (Sidney Meyers) была номинирована на «Оскар» в категории «Лучший сценарий» (за The Quiet One). Всего Левитт активно занималась кинематографом течение 25 лет, её последней робой была редакторская работа в документальном фильме Джона Коэна The End of an Old Song (1972).
В 1959 и 1960 годах Левитт получила два гранда от Guggenheim Foundation на выполнение цветных фотографий Нью-Йорка, после чего она вернулась к фотографии. В 1965 году была опубликована её первая большая коллекция A Way of Seeing. Большинство её цветных фотографий было украдено во время ограбления её дома на East 13th Street в 1970 году. Другие снимки, сделанные в том же году, были опубликованы в 2005 году в книге Slide Show: The Color Photographs of Helen Levitt. В 1976 году она была членом Национального фонда искусства.